# Bodianus flavipinnis
Bodianus flavipinnis is een  straalvinnige vissensoort uit de familie van lipvissen (Labridae). De wetenschappelijke naam van de soort is voor het eerst geldig gepubliceerd in 2001 door Gomon.
De soort staat op de Rode Lijst van de IUCN als Onzeker, beoordelingsjaar 2008.